# Georges Urbain

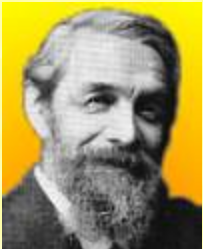
Georges Urbain

Georges Urbain (Parijs, 12 april 1872 – Parijs, 5 november 1938) was een Franse scheikundige. Hij studeerde aan de École supérieure de physique et de chimie industrielles de la ville de Paris. In 1899 promoveerde hij met een studie van zeldzame aardmetalen. Hij werkte nadien aan de École supérieure onder Pierre Curie en in 1906 aan het laboratorium van Jean Perrin. In 1908 werd hij benoemd tot hoogleraar aan de universiteit van Parijs; hij bleef dit tot aan zijn dood. Van 1928 tot 1938 was hij tevens directeur van de École nationale supérieure de chimie de Paris.
In 1907-1908 ontdekten hij en Carl Auer von Welsbach onafhankelijk van elkaar, het chemisch element lutetium. Hij onderzocht ytterbia, dat Jean Charles Galissard de Marignac in Ytterby nabij Stockholm had gevonden in 1878. De Marignac vermoedde dat dit een nieuw element bevatte. Urbain bewees dat ytterbia uit twee bestanddelen bestond, die hij neoytterbia en lutetia noemde (Lutetia was de Romeinse naam van het latere Parijs). Die zijn daarna ytterbium en lutetium genoemd. Ongeveer gelijktijdig kwam von Welsbach tot dezelfde conclusie; hij noemde de twee bestanddelen aldebaranium (= ytterbium) en cassiopeium (=lutetium), maar die namen zijn niet behouden.
Hij was ook de eerste die zuiver metallisch gadolinium kon isoleren in 1935.
Georges Urbain werd in 1921 opgenomen in de Académie des Sciences. In 1933 werd hij benoemd tot Commandeur in het Franse Legioen van Eer.